# Lina Marulanda
Lina Marulanda, de son nom complet, Lina María Marulanda Cuartas, née le 15 mai 1980 et morte le 22 avril 2010, est une animatrice de télévision et mannequin colombien.

## Biographie

### Début
Lina Marulanda a grandi avec sa mère, Beatriz Cuartas et son père. Elle a également une sœur, Paulina. Elle fait ses études à Santa María del Rosario de Medellín High School mais change d'école en raison des conflits entre les directeurs et les religieuses de Santa María et entre à Parra Paris High School. Après avoir terminé ses études secondaires, elle entre à l'université Jorge Tadeo Lozano à Bogota où elle étudie la publicité.
En 2004, lors d'une interview, elle déclare qu'elle regrette d'avoir grandi de cette façon à cause de son adolescence dont à cette époque, elle était souvent occupée avec les défilés et les séances potos.
Selon les confidences de sa sœur, Paulina, elle était troublée par le poids de son corps et la gymnastique est devenue une obsession pour elle. Elle l'appelait plusieurs fois en pleurant et en lui disant qu'elle était grosse au point de refuser de quitter la maison par crainte d'être taquinée.  

### Carrière
En 1993, Lina Marulanda rencontre le dirigeant de l'agence de mannequins Stock Models Irma Aristizabal dans un centre commercial à Medellín et commence sa carrière de mannequin.
En 2002, elle débute en tant que présentatrice de CM& News. Elle travaille également pour Noticias Caracol jusqu'en 2008 où elle présente l'édition 0700 et la section internationale de l'émission. En 2003, elle présente la partie « Divertissement » aux côtés de l'actrice Margarita Ortega et plus tard aux côtés du mannequin Adriana Arboleda.
En 2007, au début de l'année, elle anime l'émission de télé-réalité Challenge 20-07 sur Caracol Televisión. Le 24 juillet 2007, elle rejoint l'équipe La hora del Regreso sur W Radio et remplace  Marcela Sarmiento.

### Décès
Le 22 avril 2010, Lina Marulanda est décédée après avoir chuté de six étages depuis une fenêtre de l'appartement où elle résidait, à Bogota. Elle était avec ses parents, son ex-mari et son médecin. La police a conclu à un suicide.
Certains membres de la famille ont déclaré qu'elle était en dépression à cause de sa procédure de divorce avec son second mari, Carlos Oñate, de la crise que traversait son entreprise de bijoux ainsi d'autres préoccupations familiales,.